# Wolfhart Spangenberg
Wolfhart Spangenberg (gräzisiert Lycosthenes Psellionoros Andropediacus, * 6. November 1567 in Mansfeld; † nach 1636) war ein Straßburger Dichter von Tierfabeln und Schuldramen.

## Leben
Als Sohn des Theologen Cyriacus Spangenberg wurde Wolfhart Spangenberg in Mansfeld geboren, musste jedoch schon als Kind mit seinem Vater aus der Heimat fliehen. In Straßburg fand die Familie 1577 sowohl Unterkunft als auch eine neue Existenz. Spangenberg wurde zunächst privat erzogen und immatrikulierte sich sodann 1586 in Tübingen; 1591 erwarb er den theologischen Magistertitel. Ohne Aussichten auf eine akademische Karriere fand er eine Anstellung als Korrektor bei dem berühmten Straßburger Drucker Bernhard Jobin und dessen Sohn Tobias Jobin. Ähnlich den Dichtern Erasmus Finx und Philipp von Zesen fand auch er dadurch unmittelbaren Zugang zum Druck- und Verlagswesen. Für das Straßburger akademische Theater verfasste er Schuldramen und Übersetzungen. Er trat auch der Straßburger Gesellschaft der Meistersinger bei und beteiligte sich aktiv an deren Veranstaltungen und Publikationen. Zu seinen bedeutendsten Beiträgen zur deutschen Literatur zählen die beiden Tierfabeln vom Gans-König und vom Esel-König. Er veröffentlichte seine Werke teilweise unter den Pseudonymen Adolph Rose von Creutzheim oder Wartolf.
Im Jahr 1611, also noch vor Beginn des Dreißigjährigen Krieges, verließ er Straßburg, um seine erste und einzige Stelle als Seelsorger in Buchenbach an der Jagst (heute zur Gemeinde Mulfingen) anzutreten. Noch 1634 zeichnete er als solcher, doch nach 1636 verlor sich seine Spur.

## Werkausgabe
- Sämtliche Werke. Herausgegeben von András Vizkelety, 7 Bände in 9 Teilbänden (= Ausgaben deutscher Literatur des XV. bis XVIII. Jahrhunderts). de Gruyter, Berlin 1971 bis 1982:
  - Band 1: Von der Musica: Singschul, bearbeitet von András Vizkelety, 1971, ISBN 3-11-001846-2.
  - Band 2: Salomon, bearbeitet von Martin Bircher, Glückswechsel. Wie gewunnen so zerrunnen [u. a.], bearbeitet von András Vizkelety, 1975, ISBN 3-11-005883-9.
  - Band 3: Teil 1: Tierdichtungen 1, bearbeitet von András Vizkelety, 1977, ISBN 3-11-006938-5.
  - Band 3: Teil 2: Tierdichtungen 2, bearbeitet von András Vizkelety, 1978, ISBN 3-11-007465-6.
  - Band 4: Teil 1: Anbind- oder Fangbriefe, Gelegenheitsdichtungen, bearbeitet von András Vizkelety. Beschreibung des Glückhafens, bearbeitet von Martin Bircher, 1981, ISBN 3-11-008030-3.
  - Band 4: Teil 2: Predigten, Meisterlieder. Krönung Matthiae, bearbeitet von András Vizkelety, 1982, ISBN 3-11-008904-1.
  - Band 5: Anmutiger Weisheit Lustgarten 1, bearbeitet von Andor Tarnai, 1982, ISBN 3-11-008648-4.
  - Band 6: Anmutiger Weisheit Lustgarten 2, bearbeitet von Andor Tarnai, 1982, ISBN 3-11-008647-6.
  - Band 7: Dramenübersetzungen,  bearbeitet von Andor Tarnai, 1979, ISBN 3-11-007937-2.